# Sangiaccato di Bosnia
Il Sangiaccato di Bosnia (in turco: Bosna Sancağı, in serbo-croato: Bosanski sandžak) fu uno dei sangiaccati dell'impero ottomano fondato nel 1463 quando le terre conquistate dal Regno di Bosnia furono trasformate in un sangiaccato e Isa-Beg Isaković fu nominato il suo primo sanjak-bey. Nel periodo tra il 1463 e il 1580 fece parte dell'Eyalet di Rumelia. Dopo la fondazione dell'Eyalet di Bosnia nel 1580, il Sangiaccato di Bosnia divenne la sua provincia centrale. Tra il 1864 e l'occupazione austro-ungarica della Bosnia nel 1878, fece parte del Vilayet di Bosnia che succedette all'Eyalet di Bosnia in seguito alle riforme amministrative del 1864 note come la "dei Vilayet". Anche se il Vilayet di Bosnia fu ufficialmente parte dell'Impero Ottomano fino al 1908, il Sangiaccato bosniaco cessò di esistere nel 1878.

## Demografia
Il visitatore apostolico Peter Masarechi affermò nel suo rapporto del 1624 che la popolazione della Bosnia (esclusa l'Erzegovina) era di 450000 musulmani, 150000 cattolici e 75000 ortodossi.

## Amministrazione
1. Minnetoğlu Mehmed Bey, 1464
2. Isa-beg Isaković, 7 Febbraio 1464 — 1470
3. Ajaz-beg, 1470—1474
4. Sinan-beg, 1474
5. Arnaut Davud-beg, 1474-1475
6. Bali-beg Malkočević (Bali Bey Malkoçoğlu), 1475—1477[senza fonte]
7. Skender Pasha, 1477—1479
8. Arnaut Davud-beg, 1479—1480
9. Skender Pasha, 1480—1482
10. Jahja-beg, 1482—1483
11. Ajaz-beg, 1483—1484
12. Mehmed-beg Ishaković, 1484—1485
13. Sinan-beg, 1485—1490
14. Hadum Jakub-paša, 1490—1493
15. Jahja-paša, 1493—1495
16. Firuz Bey, 1495—1496
17. Skender Pasha, 1498—1505
18. Firuz Bey, 1505—1512
19. Hadum Sinan-beg Borovinić, 1512—1513
20. Junuz-beg, 1513 — 14 Aprile 1515
21. Mustafa-paša Jurišević (Mustafa-paša Skenderpašić), 14 Ottobre 1515 — 17 Aprile 1516
22. Gazi Hasan-beg, 17 Aprile 1516 — 1517
23. Gazi Mehmed-beg Mihajlović (Gazi Mehmed Bey Mihalzade), 1517—1519
24. Gazi Bali-beg Jahjapašić, 1519 — 15 Settembre 1521
25. Gazi Husrev-beg, 15 Settembre 1521 — 1525
26. Gazi Hasan-beg, 1525—1526
27. Gazi Husrev-beg, 1526—1534
28. Ulama-paša, 1534—1536
29. Gazi Husrev-beg, 1536 — 18 Giugno 1541
30. Ulama-paša, 18 Giugno 1541 — 1547
31. Sofi Ali-beg, 1547—1549
32. Muhamed-han Zulkadrić (Muhamed Han Zulkadrioğlu), 1549—1550
33. Hadim Ali-beg 1550—1551
34. Sofi Mehmed-paša, 1551—1553
35. Hadim Gazi Ali-paša, 1553
36. Dugali Malkoč-beg, 1553—1554
37. Kara Osman-han, 1554—1555
38. Kara Mustafa-beg Sokolović, 1555—1557
39. Hamza-beg Biharović, 1557—1561
40. Hasan-beg Sokolović, 1561—1562
41. Sinan-beg Boljanić, 1562—1564
42. Mustafa-beg Sokolović, 1564—1566
43. Mehmed-beg Sokolović, 1566—1568
44. Ferhad-beg Desisalić, 1568—25 Giugno 1568
45. Mehmed-beg Sokolović, 25 Giugno 1568 — 1574
46. Ferhad-beg Sokolović (Ferhad Bey Sokollu), 1574—1580